# 초조본 현양성교론 권11
초조본 현양성교론 권11(初雕本 顯揚聖敎論 卷十一)은 삼성미술관 리움에 있는 고려시대의 목판본 불경이다. 
1988년 12월 28일 대한민국의 국보 제243호 초조본 현양성교론 권제11(初雕本顯揚聖敎論 卷第十一)으로 지정되었다가, 2010년 8월 25일 현재의 명칭으로 변경되었다.

## 개요
인도 무착보살이 지은 글을 당나라 현장이 번역하여 천자문의 순서대로 20권을 수록한 책으로, 고려대장경 가운데 처음 만든 본의 하나이다. 『현양성교론』은 줄여서 『현양론』이라고 하며, 또는 『광포중의론』이라고도 하는데 법상종의 논(論) 가운데 하나로 『유가사지론』에서 중요한 내용을 드러내기 위해 쓰여진 것이다.
권11은 그 가운데 척(尺)자의 함에 들어 있는 것이 전래된 것으로, 가로 46.5cm, 세로 28.6cm이며 종이질은 닥나무종이이다.
처음 새겨진 이 본은 11세기에 간행하여 인출된 것이며, 후에 다시 새긴 본과는 판식과 간행기록에 있어 차이가 있다. 판간기술에 있어서는 이 본이 두시 새긴 본보다 훨씬 나은 편이다. 

## 같이 보기
- 초조본 현양성교론 권3 : 보물 제356호, 서울역사박물관 소장
- 초조본 현양성교론 권12 : 국보 제271호, 국립중앙박물관 소장

## 참고 자료
- 초조본 현양성교론 권11 - 국가유산청 국가유산포털